# Syndrome oculo-urétro-synovial
 Mise en garde médicale
Le syndrome oculo-urétro-synovial est la forme la plus complète de l'arthrite réactionnelle. C'est une maladie systémique qui accompagne parfois la spondylarthrite ankylosante. Elle se caractérise par l'apparition simultanée de :
- fièvre ;
- arthrite aseptique ;
- urétrite (inflammation de l'urètre) ;
- conjonctivite (yeux rouges, avec démangeaisons).

Elle fait partie des spondyloarthrites séronégatives (le malade ne présente pas d'anticorps spécifiques permettant de déceler la maladie). Elle est due à une atteinte inflammatoire de l'œil, des organes génito-urinaires, des articulations ou des intestins en réaction a une infection bactérienne.
C'est une des causes les plus fréquentes d'arthrite chez les jeunes.
Cette maladie était appelée syndrome de Fiessinger-Leroy-Reiter ou maladie de Reiter, mais a été débaptisée en raison de l'activité nazie de Hans Reiter.

## Histoire
Cette maladie fut décrite pour la première fois en 1916, et de manière indépendante, par un médecin, Hans Reiter d'une part, et par Noël Fiessinger et Leroy, d'autre part.

## Épidémiologie
Elle est plus répandue chez l'homme et touche moins souvent les femmes, les personnes âgées et les enfants.
Il semble exister une prédisposition génétique.
Certains patients (de 65 à 95 %) possèdent des antigènes tissulaires HLA-B27 qui présentent un risque plus important que les autres de développer un syndrome oculo-urétro-synovial après un contact sexuel ou après avoir été exposés à certaines infections bactériennes d'origine digestive.
Seul un petit nombre de patients est handicapé par la forme chronique ou récidivante de l'arthrite réactive.

## Causes
La cause la plus fréquente chez les hommes de 20 à 40 ans est Chlamydia trachomatis, ayant pour origine une infection génitale.

D'autres bactéries peuvent être en cause parmi lesquelles figurent les mycoplasmes, les rickettsies (Rickettsia psittaci (désuet), Rickettsia trachomatis), les genres Myagawanella et Bedsonia, les néorickettsie et peut-être les borrélies.

## Diagnostic

### Symptômes
Les symptômes principaux sont l’arthrite, l’urétrite ou cervicite et la conjonctivite.
- Chez la femme, les chlamydiae provoque une cervicite et parfois une salpingite.
- Chez l'homme, l'infection se traduit par une urétrite associée à un écoulement et qui se complique quelquefois d'une épididymite.
- Conjonctivite
- Uvéite
- L'atteinte articulaire est soit modérée soit sévère. Elle touche en général symétriquement plusieurs articulations (mais quelquefois une seule), essentiellement les grosses articulations du membre inférieur et celles des orteils. Certains patients se plaignent de lombalgies, surtout dans les formes graves. Certains autres présentent des enthésopathies.
- Un syndrome dysentérique ou diarrhée. L'infection digestive est due à des bactéries appelées Yersinia enterocolitica, Campylobacter jejuni, Shigella flexneri et Salmonella.
- Éruption papulo-pustuleuse et une kératodermie palmo-plantaire. On a remarqué chez quelques patients la présence d'un épaississement de la couche cornée au niveau des paumes des mains, des plantes des pieds et autour des ongles. On parle respectivement d'hyperkératose palmoplantaire et de kératodermie blennorragique.
- Présence d'ulcérations de la bouche qui se développent après plusieurs semaines dans environ 1 % des cas (érosions herpétiformes)
- Inflammation du périoste
- Fasciite plantaire (inflammation de l'aponévrose de la plante des pieds)
- Tendinite du tendon d'Achille.
- Quelques lésions de la peau et des muqueuses, et plus spécifiquement de la bouche, se rencontrent chez certains malades. Il s'agit de petites ulcérations superficielles qui ne sont habituellement pas douloureuses. Elles peuvent également se voir au niveau de la langue et du gland du pénis : on parle alors de balanite circinée.
- Fièvre
- Apparition progressive d'une amyotrophie (une fonte musculaire qui immobilise d'abord les grosses articulations comme les genoux)
- Monoarthrite chez quelques malades : le genou, une cheville ou un pied
- Plus rarement, on constate une atteinte du cœur et des vaisseaux se caractérisant par une inflammation de l'aorte (aortite) s'accompagnant quelquefois d'une insuffisance aortique.

### Examens complémentaires
- Echographie articulaire = Permet le diagnostic positif d'arthrite en cas de doute clinique. Retrouve un épanchement de liquide synovial associé à une hyper-vascularisation à l'échographie doppler de la membrane synoviale, témoin de l'activité inflammatoire.

- Radiographies standards du bassin : Peuvent montrer une inflammation de l'articulation entre le sacrum et l'aile iliaque en cas d'atteinte chronique, sont souvent d'un apport diagnostic faible en aigu mais permette l'exclusion d'un diagnostic complémentaire parfois associé, celui de la spondylarthrite ankylosante.

- Ponction du liquide synovial : Indispensable au diagnostic, le liquide synovial est, dans l'arthrite réactionnelle, inflammatoire mais stérile, par opposition à l'arthrite septique dans le liquide synovial, c'est-à-dire, qu'on ne retrouve pas de bactéries vivantes, ni à l'examen directe ni en culture.

- Biopsie synoviale : Certaines études ont cependant mis en évidence de l'ADN ou de l'ARN bactérien dans la membrane synoviale voire dans le sang de certains patients[2].

- Recherche par PCR (polymerase chain reaction) sur premier jet urinaire d'infection à chlamydia trachomatis afin de traiter une éventuelle infection sexuellement transmissible qui peut être passée inaperçue par ailleurs.

- Recherche de l'HLA-B27 permet parfois de conclure en cas de difficulté diagnostique et d'orienter le patient quant au risque de chronicité potentielle[3].

- Sérologies bactériennes : permettent parfois le diagnostic si un des germes responsables d'arthrite réactionnelle est retrouvé, (Yersinia spp, Salmonella spp, Campylobacter spp, Shigella spp, Chlamydia trachomatis, chlamydia pneumoniae, etc.) mais ne posent pas toujours l'indication à un traitement spécifique, l'infection étant souvent déjà spontanément guérie au moment de la poussée rhumatismale[4].

## Évolution
Les symptômes "involuent" (régressent) en 4 à 5 mois, mais environ la moitié des patients présente des rechutes, transitoires ou prolongées, à type d'arthrite ou d'autres symptômes pendant plusieurs années.
On a également remarqué des déformations associées à une ankylose des articulations qui traduit une inflammation de l'articulation située entre le sacrum et les os iliaques (articulation sacro-iliaque dans le bassin) ou quelquefois une atteinte de la colonne vertébrale. Ces symptômes se rencontrent essentiellement au cours du syndrome oculo-urétro-synovial chronique ou récidivant.

## Traitement
- Il existe une polémique quant à l'utilisation des antibiotiques de façon prolongée.
- Les anti-inflammatoires et des antalgiques permettent de soulager les symptômes.
  - Le méthotrexate est quelquefois envisagé chez certains patients qui sont porteurs d'une maladie grave et prolongée. Néanmoins, ce traitement n'est pas conseillé pour l'ensemble des patients présentant le syndrome oculo-urétro-synovial à cause de sa toxicité.
  - Le traitement utilisant les immunosuppresseurs chez les patients présentant ce syndrome associé au syndrome d'immunodéficience acquise (SIDA), devra être utilisé avec prudence.
  - La sulfasalazine est quelquefois efficace.

- Quand cette pathologie est due à un contact sexuel associé à une infection à Chlamydia trachomatis (cas le plus fréquent), le traitement des patients et des partenaires sexuels utilise les tétracyclines.

- En ce qui concerne la conjonctivite, aucun traitement n'est nécessaire.

- Néanmoins, en cas de survenue d'un iritis (inflammation de l'iris), les corticoïdes locaux (en gouttes) sont le traitement utilisé habituellement.

Après quelques poussées, la guérison survient au bout de 3 à 6 mois.